# Холоднородниковский
Холоднородниковский — бывший хутор в Прикубанском районе Карачаево-Черкесской Республики. Входил в состав Счастливенского сельского поселения.

## История
Хутор основан в 1923 году. По данным на 1927 год состоял из 39 дворов. В административном отношении входил в состав Бекешевского сельсовета (с центром в станице Бекешевской) Суворовского района Терского округа. В 1964 году вместе с хуторами Притулинским, Уклеинским, Кравцовским, Иссаевским объединён в село Холоднородниковское. Дата повторного выделения в качестве самостоятельного населённого пункта не установлена.
В 2004 году хутор Холоднородниковский как полноправный населённый пункт в составе Карачаево-Черкесии вошёл в Счастливенское сельское поселение Прикубанского района. В 2017 году хутор был исключён из перечня населённых пунктов КЧР и из числа населённых пунктов сельского поселения как фактически отсутствующий (как самостоятельный населённый пункт) и ошибочно внесённый в перечень административно-территориальных единиц республики.

## Население
| 2002 | 2010 |
| ---- | ---- |
| 121  | ↗133 |

По данным переписи 1926 года на хуторе Холодный Родник проживало 187 человек (99 мужчин и 88 женщин); преобладающая национальность — малороссы. По данным переписи 2002 года преобладающая национальность — карачаевцы.